# 비트코프

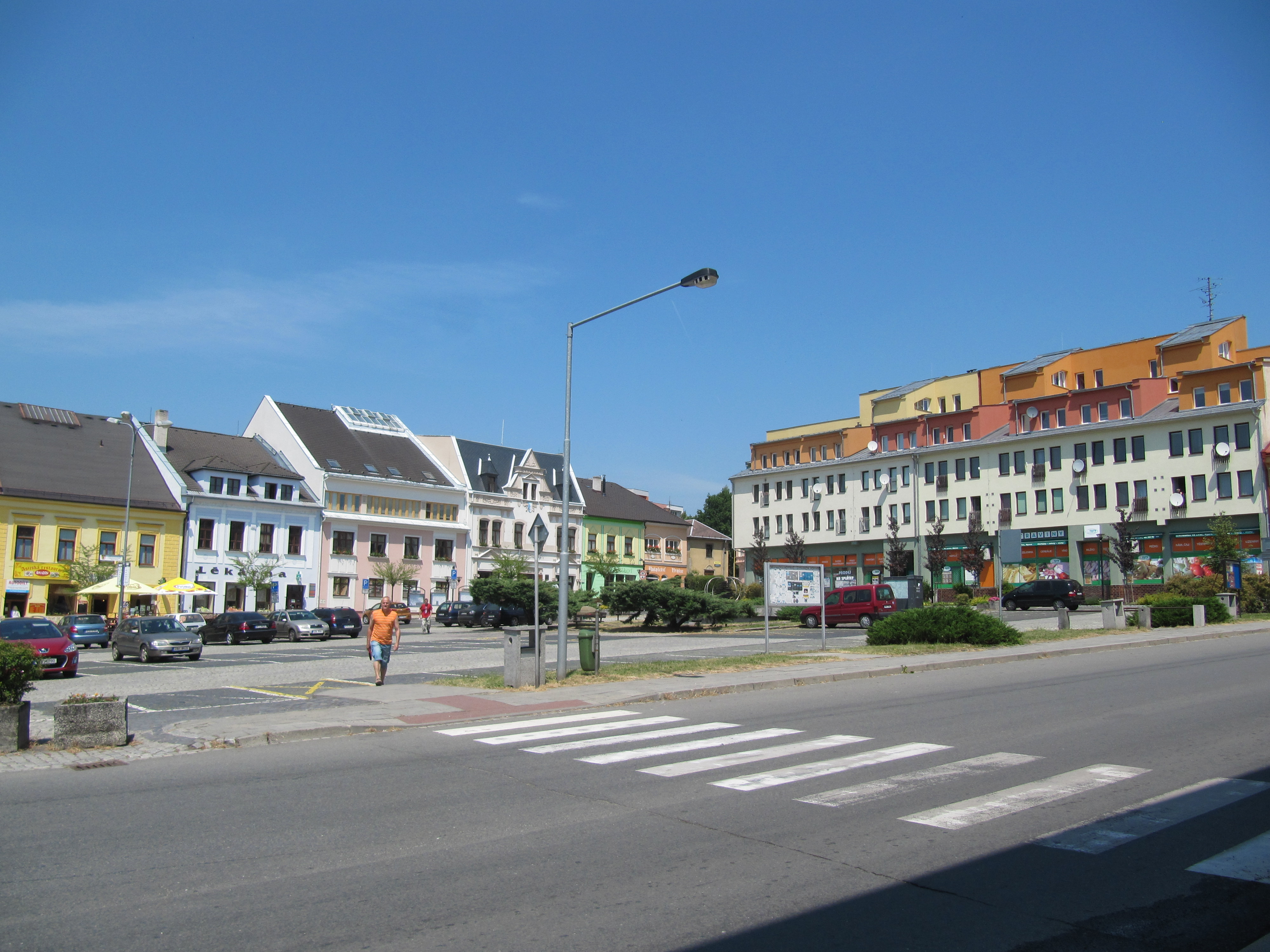
얀 자이치 광장

비트코프(체코어: Vítkov)는 체코 모라바슬레스코주 오파바구에 있는 마을이다. 인구는 약 5,600명이다. 비트코프의 주요 랜드마크는 성모 마리아 승천 교구 교회다. 이 교회는 1914년~1918년에 신고딕 양식으로 지어졌다.